# 下党乡
下党乡，是中华人民共和国福建省宁德市寿宁县下辖的一个乡镇级行政单位。

## 历史沿革

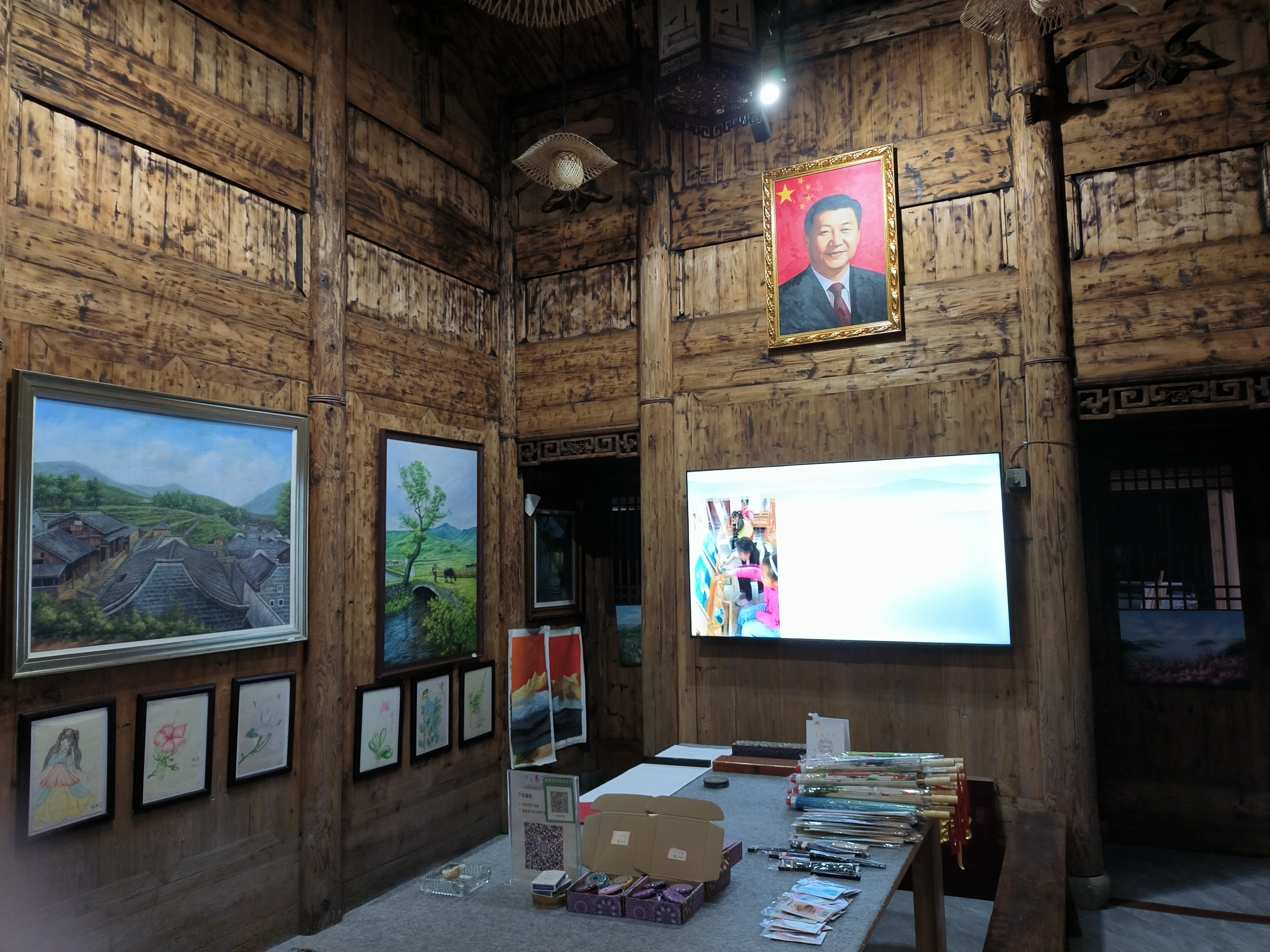
2023年1月位于下党古村景区内的下党画苑，内悬挂与中国国旗同框的习近平画像

下党乡于1987年从平溪乡析出。习近平任中共宁德地委书记时曾“三进下党”，担任中共中央总书记后，习近平称下党“是我这辈子都忘不了的地方”，该地遂被建设为“难忘下党”红色旅游景点，福建省人民政府在当地兴建了“学习基地”、“学习路”等多处具有明显习近平崇拜特征的建筑，并多处巨幅挂出习近平语录、肖像、回信等，乡政府、公安等机构都迁入新址，旧址则保留原貌留在下党旧村景区中。2021年7月，下党乡成为中国共产党与世界政党领导人峰会的五个分会场之一。

## 行政区划
下党乡下辖以下行政区划：
下党村、上党村、西山村、曹坑村、下屏峰村、葛垅村、碑坑村、杨溪头村、岗后村和碑坑山村。

## 自然环境
下党乡属于中亚热带山地气候，年平均气温为为16.9℃，年平均降雨量1514毫米，山高、林广、田少，人口密度较小。